# Cephonodes picus
Espèce
Cephonodes  picus est une espèce d'hétérocères de la famille des Sphingidae, sous famille des Macroglossinae tribu des Dilophonotini et du genre Cephonodes.

## Description
L'envergure des ailes est d'environ 50 mm. Les ailes ont uniformément transparentes avec des bords opaques. L'abdomen est brun avec une bande sombre sur un segment abdominal et une marque dorsale foncée sur le segment adjacent.

## Répartition géographique
L'espèce est connue  dans l'Inde, les îles Cocos-Keeling, les Maldives, la Papouasie-Nouvelle-Guinée, les Philippines , les îles du détroit de Torres, Brunei et l'archipel des Chagos.

## Biologie
Les Chenilles se nourrissent sur les genres :  Jasminum, Adina, Coffea, Gardenia, Guettarda, Morinda, Pavetta, Randia, Tarema et Nephelium. Elles sont vertes avec une ligne dorsale blanc bleuté et les dorsaux blancs.

## Systématique
L'espèce Cephonodes  picus a été décrite par le naturaliste  Pieter Cramer en 1777, sous le nom initial de Sphinx picus.

### Synonymie
- Sphinx picus Cramer, 1777 Protonyme
- Sesia cunninghami Walker, 1856
- Macroglossa yunx Boisduval, 1875